# Traité (littérature)
Pour les articles homonymes, voir Traité.

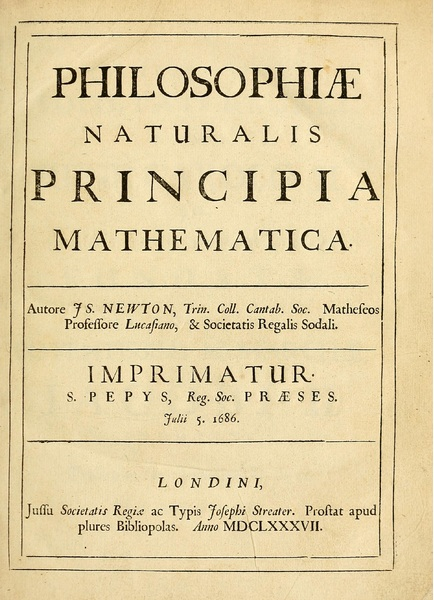
Page de titre des Principes mathématiques de la philosophie naturelle (1687) de Newton. (Il s'agit d'un exemple.)

Un traité est un manuel d'instructions ou un livre standard dans n'importe quelle branche qui forme un sujet d'études. 
Ils se différencient les uns des autres, aussi bien par le public ciblé que par le sujet abordé. Les traités sont habituellement édités par des imprimeurs spécialisés, dans le but de répondre aux besoins de formation, sur n'importe quel thème susceptible de faire l'objet d'un enseignement. Il s'agit d'un important commerce qui nécessite des ventes massives, afin de rendre ces publications rentables. Bien que la plupart des traités soient uniquement édités sous forme de livres reliés, certains sont désormais consultables sur internet.
Les traités sont apparus avec le développement de l'imprimerie de Johannes Gutenberg, sous la forme de méthodes d'enseignement.
On les classe par le public recherché et par le sujet étudié. Les traités sont généralement publiés par des éditeurs spéciaux qui traitent toutes les demandes d'information sur des sujets d'enseignement. 